# In Love and War
In Love and War (bra: No Amor e na Guerra; prt: Em Amor e em Guerra) é um filme estadunidense de 1996, do gênero drama romântico-biográfico de guerra, dirigido por Richard Attenborough com roteiro baseado no livro Hemingway in Love and War, de Henry S. Villard e James Nagel.
O filme foi celebrado durante o 47º Festival Internacional de Berlim.
'In Love and War é em grande parte baseado na experiência de Ernest Hemingway como jovem soldado na Itália durante a Primeira Guerra Mundial. Ferido, foi enviado ao hospital militar, onde dividiu o quarto com Villard — o autor do livro em que se baseia o filme — e foi tratado por Agnes von Kurowsky. Hemingway e Agnes se apaixonam, mas a relação não deu certo.
O filme, aparentemente numa tentativa deliberada para capturar o que o diretor chamou de "intensidade emocional" de Hemingway, toma liberdades com os fatos. Na vida real, ao contrário do filme , o relacionamento provavelmente nunca foi consumado, e que o casal não se reuniu novamente depois de Hemingway deixar a Itália.
Hemingway, profundamente afetado por seu relacionamento amoroso com von Kurowsky , mais tarde escreveu várias histórias sobre essa relação de amor romântico, incluindo A Farewell to Arms.
O filme teve sua estreia nos Estados Unidos em 24 de janeiro de 1997, no Brasil em 1 de agosto de 1997 e em Portugal em 12 de setembro de 1997.

## Elenco
- Mackenzie Astin como Henry Villard
- Chris O'Donnell como Ernest 'Ernie' Hemingway
- Margot Steinberg como Mabel 'Rosie' Rose
- Sandra Bullock como Agnes von Kurowsky
- Alan Bennett como Porter
- Ingrid Lacey como Elsie 'Mac' MacDonald
- Terence Sach como Porter
- Carlo Croccolo como o prefeito
- Tara Hugo como Katherine 'Gumshoe' De Long
- Gigi Vivan como Criança Italiana
- Giuseppe Bonato como Avô
- Allegra Di Carpegna como Loretta Cavanaugh
- Diane Witter como Adele Brown
- Mindy Lee Raskin como Charlotte Anne Miller
- Tracy Hostmyer como Ruth Harper
- Tim McDonell como O Ajudante (Tenente Alberte)

## Recepção
O filme teve bom desempenho nas bilheterias.